# Alf
Alf je glavni lik istoimene tridesetominutne televizijske serije, prvobitno prikazivane na „En-Bi-Siju“ od 22. septembra 1986. do 24. marta 1990. 

## Radnja
Alfovo pravo ime je Gordon Šamvej. On je vanzemaljac čiji nadimak potiče od engleske fraze „Alien Life Form“ (vanzemaljski životni oblik). Na Zemlju je stigao kad mu se letelica pokvarila i pala na garažu porodice Taner iz predgrađa.
Alf je u stvari animirana lutka kojom upravljaju Pol Fasko (Paul Fusco) i Miču Mesaroš (Michu Meszaros).
Porodica Taner ima četiri člana, oca Vilija (Maks Rajt), majku Kejt (En Šedin) i njihovu decu: Lin (Andrea Elson) i Brajana (Bendži Gregori).

## Emitovanje
Serija se sastoji od 102 epizode, koje su prikazane u četiri ciklusa. Koncipirana je kao komedija ali ponekad obuhvata i nekoliko tema iz oblasti nauke. Alf je preživeo uništenje njegove rodne planete Melmak i nakon sletanja na garažu Tanerovih, postaje član porodice. Alf preživljava kulturni šok, dosadu, očajanje i često iz tih razloga pravi probleme Tanerovima i izaziva nesporazume.
U bivšoj Jugoslaviji je prvi put emitovana na Radio-televiziji Zagreb.

## Spoljašnje veze
- Vodič kroz epizode Архивирано на веб-сајту  (14. јануар 2007)
- Alf na IMDB-u